# Lijst van onroerend erfgoed in Hollebeke
Een overzicht van het onroerend erfgoed in de deelgemeente Hollebeke in de gemeente Ieper. Het onroerend erfgoed maakt deel uit van het cultureel erfgoed in België.
| Object                                                                  | Erfgoedstatus? | Bouwjaar of architect | Deelgemeente | Adres                         | Coördinaten                   | Nummer? | Afbeelding                                                              |
| ----------------------------------------------------------------------- | -------------- | --------------------- | ------------ | ----------------------------- | ----------------------------- | ------- | ----------------------------------------------------------------------- |
| Koopmanshuis                                                            |                |                       | Hollebeke    | Eekhofstraat 13               | 50° 48' 18" NB, 2° 56' 4" OL  | 30726   | Koopmanshuis                                                            |
| Pastorie                                                                |                |                       | Hollebeke    | Hollebeke-Dorp 24             | 50° 48' 20" NB, 2° 56' 13" OL | 30727   | Pastorie                                                                |
| Jachthuis De Vodde                                                      |                |                       | Hollebeke    | Kasteelhoekstraat 14          | 50° 48' 60" NB, 2° 56' 43" OL | 30728   | Jachthuis De Vodde                                                      |
| Conciërgewoning kasteel De Vodde                                        |                |                       | Hollebeke    | Klijtgatstraat 11             | 50° 49' 2" NB, 2° 56' 49" OL  | 30729   | Conciërgewoning kasteel De Vodde                                        |
| Huize ten Borrewalle                                                    |                |                       | Hollebeke    | Komenseweg 162                | 50° 48' 25" NB, 2° 56' 19" OL | 30730   | Huize ten Borrewalle                                                    |
| Dorpswoningen                                                           |                |                       | Hollebeke    | Komenseweg 174-176            | 50° 48' 24" NB, 2° 56' 18" OL | 30731   | Dorpswoningen                                                           |
| Burgerhuis en cichorei-ast                                              |                |                       | Hollebeke    | Komenseweg 175                | 50° 48' 23" NB, 2° 56' 23" OL | 30732   | Burgerhuis en cichorei-ast                                              |
| Vier dorpswoningen                                                      |                |                       | Hollebeke    | Komenseweg 177-183            | 50° 50' 10" NB, 2° 53' 44" OL | 30733   | Vier dorpswoningen                                                      |
| Hoeve met losse bestanddelen                                            |                |                       | Hollebeke    | Komenseweg 194                | 50° 48' 18" NB, 2° 56' 21" OL | 30734   | Hoeve met losse bestanddelen                                            |
| Boerenarbeiderswoning                                                   |                |                       | Hollebeke    | Komenseweg 200                | 50° 47' 56" NB, 2° 56' 41" OL | 30735   | Boerenarbeiderswoning                                                   |
| Hoeve met losse bestanddelen                                            |                |                       | Hollebeke    | Komenseweg 202                | 50° 47' 53" NB, 2° 56' 43" OL | 30736   | Hoeve met losse bestanddelen                                            |
| Schoolcomplex met klooster                                              |                |                       | Hollebeke    | Neerwaastenstraat 3           | 50° 48' 16" NB, 2° 56' 12" OL | 30737   | Schoolcomplex met klooster                                              |
| Herberg-afspanning                                                      |                |                       | Hollebeke    | Neerwaastenstraat 6           | 50° 48' 17" NB, 2° 56' 8" OL  | 30738   | Herberg-afspanning                                                      |
| Eenheidsbebouwing van twee arbeiderswoningen                            |                |                       | Hollebeke    | Neerwaastenstraat 7-9         | 50° 48' 16" NB, 2° 56' 11" OL | 30739   | Eenheidsbebouwing van twee arbeiderswoningen                            |
| School, onderwijzerswoning en gemeentesecretariaat                      |                |                       | Hollebeke    | Neerwaastenstraat 12          | 50° 48' 15" NB, 2° 56' 7" OL  | 30741   | School, onderwijzerswoning en gemeentesecretariaat                      |
| Parochiekerk Onze-Lieve-Vrouw Geboorte                                  |                |                       | Hollebeke    | Wielewaalstraat zonder nummer | 50° 48' 20" NB, 2° 56' 11" OL | 30742   | Parochiekerk Onze-Lieve-Vrouw Geboorte                                  |
| Hoeve met losse bestanddelen                                            |                |                       | Hollebeke    | Wielewaalstraat 1, 1A         | 50° 48' 19" NB, 2° 56' 8" OL  | 30743   | Hoeve met losse bestanddelen                                            |
| Gedenkzuil voor A. en M. Mahieu                                         |                |                       | Hollebeke    | Bernikkewallestraat           |                               | 213272  | Gedenkzuil voor A. en M. Mahieu                                         |
| Standbeeld militaire en burgerlijke slachtoffers en Franse gesneuvelden |                |                       | Hollebeke    | Eekhofstraat                  |                               | 213273  | Standbeeld militaire en burgerlijke slachtoffers en Franse gesneuvelden |
| Duitse commandopost                                                     |                |                       | Hollebeke    | Kasteelhoekstraat             |                               | 213383  | Duitse commandopost                                                     |
| Duitse betonconstructie                                                 |                |                       | Hollebeke    | Klijtgatstraat                |                               | 213384  | Duitse betonconstructie                                                 |
| Duitse commandopost met schuilplaats                                    | Monument       |                       | Hollebeke    | Komenseweg                    |                               | 213385  | Duitse commandopost met schuilplaats                                    |
| Duitse betonrestanten IV spoorwegbedding                                |                |                       | Hollebeke    | Kasteelhoekstraat             |                               | 213513  | Duitse betonrestanten IV spoorwegbedding                                |
| Duitse betonconstructie                                                 |                |                       | Hollebeke    | Kortewildestraat              |                               | 213514  | Duitse betonconstructie                                                 |
| Betonconstructie I Oude Vaart                                           |                |                       | Hollebeke    | Kortewildestraat              |                               | 213515  | Betonconstructie I Oude Vaart                                           |
| Duits-Australische betonconstructie Backofen                            |                |                       | Hollebeke    | Palingbeekstraat              |                               | 213516  | Duits-Australische betonconstructie Backofen                            |
| Australische observatiepost                                             |                |                       | Hollebeke    | Palingbeekstraat              |                               | 213517  | Australische observatiepost                                             |
| Duitse betonrestanten I spoorwegbedding                                 |                |                       | Hollebeke    | Kasteelhoekstraat             |                               | 213603  | Duitse betonrestanten I spoorwegbedding                                 |
| Duitse betonrestanten II spoorwegbedding                                |                |                       | Hollebeke    | Kasteelhoekstraat             |                               | 213604  | Duitse betonrestanten II spoorwegbedding                                |
| Duitse betonrestanten III spoorwegbedding                               |                |                       | Hollebeke    | Kasteelhoekstraat             |                               | 213605  | Duitse betonrestanten III spoorwegbedding                               |
| Betonconstructie II Oude Vaart                                          |                |                       | Hollebeke    | Kortewildestraat              |                               | 213606  | Betonconstructie II Oude Vaart                                          |
| Restanten Duitse betonnen post Lock Lodge                               |                |                       | Hollebeke    | Kasteelhoekstraat             |                               | 215697  | Restanten Duitse betonnen post Lock Lodge                               |